# Giorgio Bigongiari
Giorgio Bigongiari (Lucca, 19 novembre 1912 – Massa, 10 settembre 1944) è stato un presbitero italiano, martire della Resistenza.

## La vicenda
Il 16 agosto 1944, don Angelo Unti, parroco di Lunata (Capannori), e il vice parroco don Giorgio Bigongiari vennero catturati dalle SS nella loro parrocchia e incarcerati a Lucca nella scuola di Nozzano, allestita come campo di detenzione per prigionieri politici rastrellati nella zona di Lucca e Pisa.
Più tardi, le truppe tedesche della 16ª Divisione  "Freundeskreis Reichsführer-SS" di stanza a Lucca si apprestarono a lasciare la scuola di Nozzano. Nella scuola rimanevano prigionieri circa 40 individui. I detenuti civili e don Angelo Unti vennero fucilati presso Filettole nella strage denominata Strage del Canneto di Filettole, mentre don Giorgio Bigongiari ed alcuni altri religiosi vennero deportati nel Castello Malaspina a Massa, dove affrontarono una dura prigionia assieme ad altri prigionieri politici, tra cui anche patrioti greci, albanesi e arabi.
Il 10 settembre 1944, i prigionieri, giudicati un peso per le truppe tedesche che si apprestavano a ritirarsi, furono fucilati sulle rive del fiume Frigido, in una carneficina chiamata Strage delle Fosse del Frigido alla fine della quale si conteranno oltre 170 vittime.
Le esecuzioni furono eseguite in tre crateri prodotti dallo scoppio di ordigni lanciati dagli anglo americani. 159 persone furono ivi tradotte dal Castello Malaspina e da un carcere di Massa, queste ultime erano incarcerate per motivi politico e/o comuni. 
In zona è stato posizionato un obelisco a ricordo del fatto con un'epigrafe di Piero Calamandrei, che vuol ricordare non solo questa ma tutte le stragi fatte dai nazifascisti nella zona delle Apuane. L'obelisco è opera dello scultore Mario Angelotti,). 
Questa l'epigrafe di Piero Calamandrei suggerita ad Angelotti:
PRESE D’ASSALTO COI LANCIAFIAMME
ARSI VIVI NEI ROGHI DEI CASOLARI
BAMBINI AVVINGHIATI ALLE MADRI
FOSSE NOTTURNE SCAVATE
DAGLI ASSASSINI IN FUGA
PER NASCONDERVI STRAGI DI TRUCIDATI INNOCENTI
QUESTO VI RIUSCÌ
SAN TERENZO – BERGIOLA –VINCA – FORNO
MOMMIO – ZERI - SANT’ANNA – SAN LEONARDO
SCRIVETE QUESTI NOMI
CON LE VOSTRE VITTORIE
MA ESPUGNATE QUESTE TRINCEE DI MARMO
DI DOVE IL POPOLO APUANO
CAVATORI E PASTORI
E LE LORO DONNE STAFFETTE
TUTTI ARMATI DI FAME E DI LIBERTÀ
VI SFIDAVA BEFFARDO DA OGNI CIMA
QUESTO NON VI RIUSCÌ
ORA SUL MARE SON TORNATI AL CARICO I VELIERI
E NELLE CASE I BOATI DELLE MINE
CHIAMAN LAVORO E NON GUERRA
MA QUESTA PACE NON È OBLIO
STANNO IN VEDETTA
QUESTE MONTAGNE DECORATE DI MEDAGLIA D’ORO
AL VALOR PARTIGIANO
TAGLIENTI COME LAME
IMMACOLATO BALUARDO SEMPRE ALL’ERTA
CONTRO OGNI RITORNO
IL COMUNE DI MASSA NEL X ANNIVERSARIO
DELL’ECCIDIO DEL FRIGIDO 1944 – 1954
Scultore Mario Angelotti»